# Теорема Рауха про порівняння
Теорема Рауха про порівняння — фундаментальний результат ріманової геометрії, доведений 
американським математиком Гаррі Раухом.
Теорема стверджує, що в просторах з більшою секційною кривиною геодезичні лінії сходяться швидше.

## Твердження теореми
Нехай {\displaystyle M} і {\displaystyle {\tilde {M}}} є рімановими многовидами із рімановими метриками {\displaystyle g(\cdot ,\cdot )} і {\displaystyle h(\cdot ,\cdot )}, {\displaystyle \gamma \colon [0,T]\to M} і {\displaystyle {\tilde {\gamma }}\colon [0,T]\to {\tilde {M}}} є геодезичними із одиничною швидкістю і {\displaystyle J,{\tilde {J}}} — нормальні ненульові поля Якобі вздовж {\displaystyle \gamma } і {\displaystyle {\tilde {\gamma }}}. Нехай також додатково виконуються умови:
1. {\displaystyle \gamma (0)} і {\displaystyle {\widetilde {\gamma }}(0)} не мають спряжених точок вздовж {\displaystyle \gamma } і {\displaystyle {\tilde {\gamma }}} на інтервалі {\displaystyle [0,T]}.
2. {\displaystyle J(0)={\tilde {J}}(0)=0}.
3. Вектори {\displaystyle \nabla _{{\dot {\gamma }}(t)}J(0)} і {\displaystyle \nabla _{{\dot {\tilde {\gamma }}}(t)}{\tilde {J}}(0)} мають однакову довжину у відповідних ріманових метриках (оскільки поля Якобі є ненульовими, то ця довжина є більшою 0).
4. Секційні кривини многовидів {\displaystyle M} і {\displaystyle {\tilde {M}}} у відповідних точках геодезичних ліній всюди задовольняють нерівність {\displaystyle K(\Pi )\geqslant {\widetilde {K}}({\widetilde {\Pi }})}, де {\displaystyle \Pi \subset T_{\gamma (t)}M} — довільна 2-площина відповідного дотичного простору, що містить {\displaystyle {\dot {\gamma }}(t)}, а {\displaystyle {\tilde {\Pi }}\subset T_{{\tilde {\gamma }}(t)}{\tilde {M}}} — довільна 2-площина відповідного дотичного простору, що містить {\displaystyle {\dot {\tilde {\gamma }}}(t)}.

Тоді {\displaystyle g(J(t),J(t))\leqslant h({\tilde {J}}(t),{\tilde {J}}(t))} для всіх {\displaystyle t\in [0,T]}.

## Доведення
Нехай для простоти позначень {\displaystyle u(t)=g(J(t),J(t)),\ v(t)=h({\tilde {J}}(t),{\tilde {J}}(t))} для {\displaystyle t\in [0,T]}. Похідні цих функцій є рівні:
{\displaystyle u'(t)=2g(J(t),\nabla _{{\dot {\gamma }}(t)}J(t)),\ v'(t)=2h({\tilde {J}}(t),\nabla _{{\dot {\tilde {\gamma }}}(t)}{\tilde {J}}(t)).}
Із відсутності спряжених точок випливає, що {\displaystyle u(t)\neq 0,\ v(t)\neq 0} для всіх {\displaystyle t\in (0,T].} Тому можна ввести функції {\displaystyle \mu (t)={\frac {I_{0}^{t}(J)}{u(t)}}} і {\displaystyle \nu (t)={\frac {I_{0}^{t}({\tilde {J}})}{v(t)}},} де, як у статті поле Якобі для деякого векторного поля {\displaystyle Y} над геодезичною лінією {\displaystyle \gamma } позначається:
{\displaystyle I_{a}^{b}(Y)=\int _{a}^{b}\left[g(\nabla _{{\dot {\gamma }}(t)}Y,\nabla _{{\dot {\gamma }}(t)}Y)-g(R(Y,{\dot {\gamma }}(t)){\dot {\gamma }}(t),Y)\right]dt.}
Із виразів для похідних {\displaystyle u'(t),\ v'(t)} і властивостей полів Якобі описаних у відповідній статті випливають рівності {\displaystyle u'(t)=2\mu (t)u(t),\ v'(t)=2\nu (t)v(t).}  Розв'язки цих диференціальних рівнянь для всіх {\displaystyle t\in [\varepsilon ,T]} можна записати як: 
{\displaystyle u(t)=u(\varepsilon )e^{2\int _{\varepsilon }^{t}\mu dt},\quad v(t)=v(\varepsilon )e^{2\int _{\varepsilon }^{t}\nu dt}.}
Також {\displaystyle \lim _{\varepsilon \to 0}u(\varepsilon )=\lim _{\varepsilon \to 0}v(\varepsilon )=0} і з запису для похідних також {\displaystyle \lim _{\varepsilon \to 0}u'(\varepsilon )=\lim _{\varepsilon \to 0}v'(\varepsilon )=0.} Натомість {\displaystyle \lim _{\varepsilon \to 0}u''(\varepsilon )=\lim _{\varepsilon \to 0}g(\nabla _{{\dot {\gamma }}(\varepsilon )}J,\nabla _{{\dot {\gamma }}(\varepsilon )}J)+g(J(\varepsilon ),\nabla _{{\dot {\gamma }}(\varepsilon )}^{2}J)=g(\nabla _{{\dot {\gamma }}(0)}J,\nabla _{{\dot {\gamma }}(0)}J)}
Аналогічно
{\displaystyle \lim _{\varepsilon \to 0}v''(\varepsilon )=h(\nabla _{{\dot {\gamma }}(0)}{\tilde {J}},\nabla _{{\dot {\gamma }}(0)}{\tilde {J}}).}
Згідно другої властивості у твердженні теореми ці два вирази є рівними між собою і не рівними нулю, тому {\displaystyle \lim _{\varepsilon \to 0}{\frac {u''(\varepsilon )}{v''(\varepsilon )}}=1} і тому згідно правила Лопіталя також {\displaystyle \lim _{\varepsilon \to 0}{\frac {u(\varepsilon )}{v(\varepsilon )}}=1.}
Як наслідок {\displaystyle {\frac {u(t)}{v(t)}}=\lim _{\varepsilon \to 0}e^{2\int _{\varepsilon }^{t}\mu -\nu dt}.} Звідси для доведення теореми достатньо довести, що {\displaystyle \mu (t)\leqslant \nu (t)} для всіх {\displaystyle t\in (0,T].}
Нехай {\displaystyle c\in (0,T]} — деяка точка і {\displaystyle J^{1}={J \over {\sqrt {u(c)}}},\ {\tilde {J}}^{1}={{\tilde {J}} \over {\sqrt {v(c)}}}.} Векторні поля {\displaystyle J^{1}} і {\displaystyle {\tilde {J}}^{1}} є полями Якобі над відповідними геодезиками і вони мають одиничну довжину у точках {\displaystyle \gamma (c)} і {\displaystyle {\tilde {\gamma }}(c)}.
Нехай {\displaystyle U_{t}} і {\displaystyle V_{t}} позначають підпростори дотичних просторів у точках {\displaystyle \gamma (t)} і {\displaystyle {\tilde {\gamma }}(t)}, що є ортогональними до {\displaystyle {\dot {\gamma }}(t)} і {\displaystyle {\dot {\tilde {\gamma }}}(t).}  Нехай {\displaystyle f_{c}} є лінійним ізоморфізмом із  {\displaystyle V_{c}} у {\displaystyle U_{c}} для якого {\displaystyle g(f_{c}(X),f_{c}(Y))=h(X,Y),\ \forall X,Y\in V_{c}} і {\displaystyle J^{1}(\gamma (c))=f_{c}({\tilde {J}}^{1}({\tilde {\gamma }}(c))).} Також позначимо {\displaystyle F_{t}^{c}} (і {\displaystyle {\tilde {F}}_{t}^{c}}) оператор паралельного перенесення вздовж геодезичної лінії {\displaystyle \gamma } із точки {\displaystyle \gamma (c)} у точку {\displaystyle \gamma (t)} (відповідно вздовж геодезичної лінії {\displaystyle {\tilde {\gamma }}} із точки {\displaystyle {\tilde {\gamma }}(c)} у точку {\displaystyle {\tilde {\gamma }}(t)}). Тоді також можна визначити оператори {\displaystyle f_{t}} із {\displaystyle U_{t}} у {\displaystyle V_{t}} із рівнянь {\displaystyle f_{t}\circ {\tilde {F}}_{t}^{c}=F_{t}^{c}\circ f_{c}.}
Нехай {\displaystyle Z(\gamma (t))=f_{t}({\tilde {J}}^{1}({\tilde {\gamma }}(t))).} Оскільки {\displaystyle f_{t}} переводить ортонормальну сисмему паралельних векторних полів, то координати {\displaystyle Z} і  {\displaystyle {\tilde {J}}^{1}} у відповідних системах є рівними, як і координати {\displaystyle \nabla _{\dot {\gamma }}Z} і {\displaystyle \nabla _{\dot {\tilde {\gamma }}}{\tilde {J}}^{1}.} Звідси випливає, що {\displaystyle g(Z,Z)_{\gamma (t)}=h({\tilde {J}}^{1},{\tilde {J}}^{1})_{{\tilde {\gamma }}(t)}} і також {\displaystyle g(\nabla _{\dot {\gamma }}Z,\nabla _{\dot {\gamma }}Z)_{\gamma (t)}=h(\nabla _{\dot {\tilde {\gamma }}}{\tilde {J}}^{1},\nabla _{\dot {\tilde {\gamma }}}{\tilde {J}}^{1})_{{\tilde {\gamma }}(t)}} для всіх {\displaystyle t\in [0,T].}
Для введених векторних полів справедливими є нерівності:
{\displaystyle I_{0}^{c}(J^{1})\leqslant I_{0}^{c}(Z)\leqslant I_{0}^{c}({\tilde {J}}^{1}).}
Перша нерівність випливає із мінімізуючої властивості полів Якобі для {\displaystyle I_{0}^{c}} у статті поле Якобі (оскільки за побудовою {\displaystyle Z_{\gamma (0)}=J_{\gamma (0)}^{1}=0,\ Z_{\gamma (c)}=J_{\gamma (c)}^{1}}), а друга — із властивості 4 у твердженні теореми і означення і властивостей {\displaystyle Z.} А саме оскільки {\displaystyle g(Z,Z)_{\gamma (t)}=h({\tilde {J}}^{1},{\tilde {J}}^{1})_{{\tilde {\gamma }}(t)}} і {\displaystyle g(Z,{\dot {\gamma }}(t))=h({\tilde {J}}^{1},{\dot {\tilde {\gamma }}}(t))=0}, а також {\displaystyle g({\dot {\gamma }}(t),{\dot {\gamma }}(t))=h({\dot {\tilde {\gamma }}}(t),{\dot {\tilde {\gamma }}}(t))=1} то з {\displaystyle K(Z,{\dot {\gamma }}(t))\geqslant {\widetilde {K}}({\tilde {J}}^{1},{\dot {\tilde {\gamma }}}(t))} випливає, що 
{\displaystyle g(R(Z,{\dot {\gamma }}){\dot {\gamma }},Z)_{\gamma (t)}=K(Z,{\dot {\gamma }})_{\gamma (t)}\cdot g(Z,Z)_{\gamma (t)}\geqslant h({\tilde {R}}({\tilde {J}}^{1},{\dot {\tilde {\gamma }}}){\dot {\tilde {\gamma }}},{\tilde {J}}^{1})_{{\tilde {\gamma }}(t)}={\widetilde {K}}({\tilde {J}}^{1},{\dot {\tilde {\gamma }}}(t))\cdot h({\tilde {J}}^{1},{\tilde {J}}^{1})_{{\tilde {\gamma }}(t)}.}
Остаточно нерівність випливає із врахуванням того, що {\displaystyle g(\nabla _{\dot {\gamma }}Z,\nabla _{\dot {\gamma }}Z)_{\gamma (t)}=h(\nabla _{\dot {\tilde {\gamma }}}{\tilde {J}}^{1},\nabla _{\dot {\tilde {\gamma }}}{\tilde {J}}^{1})_{{\tilde {\gamma }}(t)}} і означення {\displaystyle I_{0}^{c}(Z)} і {\displaystyle I_{0}^{c}({\tilde {J}}^{1}).}
Але {\displaystyle \mu (c)={\frac {I_{0}^{c}(J)}{u(c)}}=I_{0}^{c}(J^{1})} і аналогічно {\displaystyle \nu (c)={\frac {I_{0}^{c}({\tilde {J}})}{v(c)}}=I_{0}^{c}({\tilde {J}}^{1})} і з попередньої нерівності {\displaystyle \mu (c)\leqslant \nu (c).} Оскільки точка була вибрана довільно, то {\displaystyle \mu (t)\leqslant \nu (t)} для всіх {\displaystyle t\in (0,T].}

## Наслідки
Нехай {\displaystyle M} — ріманів многовид, і геодезична лінія {\displaystyle \gamma \colon [0,T]\to M} не містить спряжених точок, тоді:
- Якщо секційна кривина многовида {\displaystyle M} є невід'ємною, то для будь-якого поля Якобі {\displaystyle J} такого, що {\displaystyle J(0)=0}:
{\displaystyle |J(t)|\leqslant |J'(0)|\cdot |t|.}
- Якщо секційна кривина {\displaystyle M} є не меншою 1, то
{\displaystyle |J(t)|\leqslant |J'(0)|\cdot |\sin t|.}
- Якщо секційна кривина {\displaystyle M} не більшою -1, то
{\displaystyle |J(t)|\leqslant |J'(0)|\cdot |\operatorname {sh} t|.}